# L'avvenire (album)
L'avvenire è un album del cantautore italiano Luca Carboni, pubblicato nel 1990 per il mercato francese.

## Il disco
Racchiude canzoni tratte dai primi 3 album pubblicati in Italia (...intanto Dustin Hoffman non sbaglia un film, Forever, Luca Carboni), nelle stesse versioni.
L'album viene pubblicato in 3 formati: CD, musicassetta e 33 giri.

## Tracce
| #   | Titolo                                                               | Durata |
| --- | -------------------------------------------------------------------- | ------ |
| 01. | Ci stiamo sbagliando • Musica & Testo: Luca Carboni                  | 4:50   |
| 02. | Li vedi • Musica & Testo: Luca Carboni                               | 3:06   |
| 03. | Ma che amore incredibile • Musica & Testo: Luca Carboni              | 4:26   |
| 04. | L'avvenire • Musica & Testo: Luca Carboni                            | 4:50   |
| 05. | Sarà un uomo • Musica & Testo: Luca Carboni                          | 5:16   |
| 06. | Solarium • Musica & Testo: Luca Carboni                              | 4:52   |
| 07. | Farfallina • Musica & Testo: Luca Carboni                            | 5:23   |
| 08. | Silvia lo sai • Musica & Testo: Luca Carboni                         | 4:59   |
| 09. | Caro Gesù • Musica & Testo: Luca Carboni                             | 5:02   |
| 10. | Vieni a vivere con me • Musica Gaetano Curreri • Testo: Luca Carboni | 4:34   |